# Анатомия любви (фильм, 1972)
«Анато́мия любви́» (пол. Anatomia miłości) — кинофильм Романа Залуского. В советском прокате фильм шёл с небольшими сокращениями. Фильм дублирован на киностудии «Мосфильм».

## Сюжет
Ева (Барбара Брыльска) недавно похоронила мужа, с которым прожила семь лет. Она не любила его и вышла замуж по совету матери. На выставке Ева случайно знакомится с Адамом (Ян Новицкий), он остаётся у неё на ночь, но потом долго не звонит. Следом начинается сумасшедшее хитросплетение любви и измены, боли и счастья. К концу фильма герои буквально меняются местами. Режиссёр исследует анатомию любви.

## В ролях
- Барбара Брыльска — Ева (озвучивала Нина Гребешкова)
- Ян Новицкий — Адам (озвучивал Владимир Ивашов)
- Марек Фронцковяк — Анджей, студент
- Мечислав Лоза — Петшак, бригадир
- Богдана Майда — мать Евы
- Александер Севрук — ксёндз
- Фердинанд Матысик — доктор
- Станислав Вышинский — Марек
- Тереса Вициньская — Тереза
- Барбара Карска — Бася

Остальные роли дублировали: Валерий Малышев, Николай Граббе, Нина Маслова, Нинель Мышкова, Светлана Швайко, Юрий Леонидов. Режиссёр дубляжа — Владимир Чеботарёв.

## Съёмочная группа
- Режиссёр: Роман Залуски
- Оператор: Януш Павловски
- Композитор: Алина Пеховска